# Premiepensioeninstelling
Een Premiepensioeninstelling (PPI) is een pensioenuitvoerder in Nederland, naast verzekeraars en pensioenfondsen, die pensioenregelingen uitvoert en pensioenvermogen opbouwt, maar niet zelf de risico's (b.v. overlijden, arbeidsongeschiktheid en "langer leven dan statistisch verwacht") draagt. De oprichting van een PPI is mogelijk geworden door de Wet van 23 december 2010 tot wijziging van de Wet op het financieel toezicht en enige andere wetten in verband met de introductie van en het toezicht op premiepensioeninstellingen (Wet introductie premiepensioeninstellingen). De wet is 1 januari 2011 in werking getreden.
De PPI legt zich op de Nederlandse markt toe op de uitvoering van collectieve beschikbare premieregelingen ('defined contribution') in de tweede pijler, aanvullend op de AOW. Collectieve beschikbare premieregelingen met individuele beleggingskeuzes hebben als kenmerk dat het op te bouwen pensioenkapitaal mede afhankelijk is van het resultaat van de gekozen beleggingen. De uitkeringen die ingaan vanaf de pensioendatum zijn afhankelijk van de rentestand.
De PPI biedt de mogelijkheid om uitvoering van pensioenregelingen over de grenzen heen mogelijk te maken. Voor bedrijven met vestigingen in meerdere landen biedt dit de mogelijkheid om de uitvoering te centraliseren.
In Nederland zijn een beperkt aantal bedrijven, vaak dochterondernemingen van bestaande verzekeraars of pensioenfondsen, actief op deze markt. In 2011 waren er nog elf PPI, begin 2018 zijn dat er nog negen.